# 佩塞爾山
47°27′36″N 12°53′28″E / 47.45994°N 12.891064°E

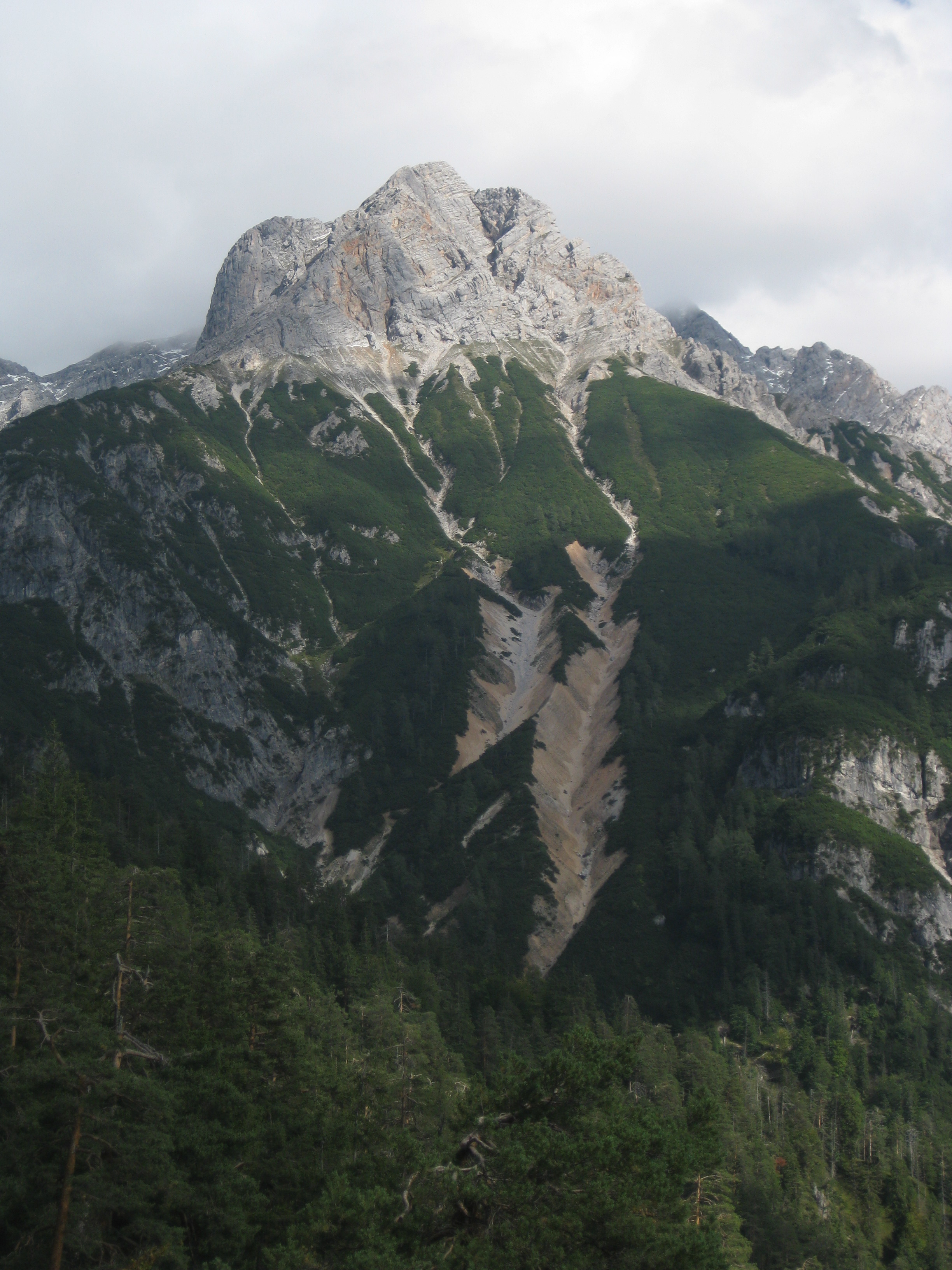

佩塞爾山（德語：Persailhorn），是奧地利的山峰，位於該國中部，由薩爾茨堡州負責管轄，屬於貝希特斯加登阿爾卑斯山脈的一部分，距離米特山0.5公里，海拔高度2,347米，人類在1887年6月12日首次登頂。